# 1930 au théâtre
| Années du théâtre : 1927 - 1928 - 1929 - 1930 - 1931 - 1932 - 1933    |
| Décennies du théâtre : 1900 - 1910 - 1920 - 1930 - 1940 - 1950 - 1960 |

Cet article présente les faits marquants de l'année 1930 au théâtre.

## Pièces de théâtre représentées
- 17 février : La Voix humaine de Jean Cocteau, Comédie-Française, avec Berthe Bovy
- Le 7 mars, Juliette ou la clef des songes de Georges Neveux
- 14 octobre: L'Opéra de quat'sous (Die Dreigroschenoper) de Bertolt Brecht et Kurt Weill, créé en version française au théâtre Montparnasse.
- 23 octobre : La Jalousie de Sacha Guitry, Théâtre de la Madeleine
- La Ligne de cœur de Claude-André Puget, mise en scène Pierre Fresnay, Théâtre Michel

## Naissances
- 22 mars : Stephen Sondheim, auteur-compositeur américain de comédies musicales († 26 novembre 2021).

- 12 juin : Otto Schenk, comédien, cabarettiste et metteur en scène autrichien.
- 10 octobre : Harold Pinter, dramaturge et metteur en scène britannique († 24 décembre 2008).

## Décès
- 12 mars : Alois Jirásek, auteur dramatique et romancier Tchèque (°1851)
- 8 novembre : Clare Eames, actrice américaine, star du théâtre de Broadway (°1894)
- 9 décembre : Madeleine Roch (°1883)